# Leni Robredo
Maria Leonor Sto. Tomas Gerona, detta Leni, coniugata Robredo (Naga, 23 aprile 1964), è una politica e avvocata filippina, 14º Vicepresidente delle Filippine.

## Biografia
Maria Leonor Santo Tomas Gerona è nata il 23 aprile 1964, figlia del giudice Antonio Gerona e di Salvacion Sto. Tomas.
È stata la moglie di Jesse Robredo, ex Sindaco di Naga e membro del gabinetto presidenziale di Benigno Aquino III
, deceduto a causa di un incidente aereo nel 2012. Il tragico evento ha accresciuto la sua popolarità tra i cittadini della regione e nel maggio 2013 è stata eletta nella Camera dei rappresentanti delle Filippine, in qualità di rappresentante della provincia di Camarines Sur. 
Il 5 ottobre 2015 ha annunciato ufficialmente la propria candidatura come vicepresidente delle Filippine per le elezioni del 2016, da cui è uscita vittoriosa a seguito di un testa a testa estremamente serrato con il favorito Bongbong Marcos.

### Vita privata
È stata sposata dal 1987 al 2012 con Jesse Robredo, con il quale ha avuto tre figlie: Jillian Therese, Jessica Marie e Janine Patricia.